# Малое Казанское кольцо
Ма́лое Каза́нское кольцо́ (МКК) (тат. Кече Казан боҗрасы (ККБ)) — кольцевая магистраль непрерывного движения в центре города Казани. На трассе устроено несколько развязок в разных уровнях и подземных и надземных пешеходных переходов. Поперечный профиль магистрали на большей части МКК (кроме Адмиралтейской дамбы и улиц Саид-Галеева, Габдуллы Тукая) включает 6-полосную проезжую часть, а также на части трассы пути кольцевого скоростного (ускоренного) трамвая, которые на улице Несмелова расположены на 13-метровой обособленной полосе по центру магистрали, а на Адмиралтейской дамбе и улицах Саид-Галеева и Габдуллы Тукая расположены расположены по центру без обособления. По трамвайным путям, помимо кольцевого скоростного (ускоренного) трамвая, также действуют обычные трамвайные маршруты. По улицам Мулланура Вахитова и Чистопольской действуют троллейбусные маршруты. На пересечении улиц Вишневского и Петербургской расположена станция метро «Суконная слобода», а на пересечения улиц Мулланура Вахитова, Декабристов, Чистопольской — станция метро «Козья слобода». 
Идея строительства в Казани большого и малого транспортных колец впервые возникла ещё в ходе разработки генерального плана 1969 года, но законодательно была закреплена лишь в 2001 году, когда мэром К. Ш. Исхаковым было подписано постановление о внесении соответствующей статьи расходов в федеральную целевую программу «Сохранение и развитие исторического центра г. Казани» и назначении ОАО "Институт «Казгражданпроект»" генеральным проектировщиком дороги. Тогда же был утверждён первоначальный вариант трассы общей протяжённостью 19,3 км, из которых 5,8 км приходится на участок, общий с Большим Казанским кольцом (БКК). Отсюда наиболее часто фигурирующее в СМИ значение протяжённости собственно Малого Казанского кольца — 13,5 км. 
Узкими участками кольца в настоящий момент являются соединение без развязки улиц Мулланура Вахитова и Несмелова, а также мост через Кабан на продолжении улицы Нурсултана Назарбаева, предусмотренный к реконструкции согласно Генеральному плану города.
Также в перспективе в составе МКК предусмотрена часть сооружаемой для БКК новой магистрали, соединяющей улицу Техническую и Адмиралтейскую дамбу с прохождением вдоль реки Волга. Эта магистраль была предусмотрена в БКК и МКК изначально, однако её строительство было временно отложено ввиду того, что после новосооружаемого участка в радикально реконструируемом городском пространстве в посёлке Победилово и Ново-Татарской слободе её ключевой участок предполагалось провести по реконструируемой набережной Речного порта, на что не было дано разрешение соответствующих федеральных надзорных органов в связи с тем, что набережная является дамбовым защитным волжским гидротехническим сооружением и не должна нести транспортную нагрузку. Вместо этой магистрали для замыкания БКК и МКК в них был включён участок по существующим улицам Технической, Габдуллы Тукая, Саид-Галеева. Рассматривается возможность перепроектирования перспективной магистрали с прохождением ключевого участка ниже набережной с реконструкцией и удлинением до Адмиралтейской дамбы улицы Альфреда Халикова. При этом МКК выйдет на эту магистраль через реконструируемую улицу Братьев Петряевых.

## Трассировка
Трасса МКК проходит по мосту Миллениум и Адмиралтейской дамбе, а также по улицам Несмелова, Мулланура Вахитова, Чистопольской, Вишневского, Нурсултана Назарбаева, Габдуллы Тукая, Саид-Галеева.
Участок МКК по Адмиралтейской дамбе и улицам Несмелова, Саид-Галеева, Габдуллы Тукая является совмещённым с частью магистрального Большого Казанского кольца.